# Liste der Monuments historiques in Thiaucourt-Regniéville
Die Liste der Monuments historiques in Thiaucourt-Regniéville führt die Monuments historiques in der französischen Gemeinde Thiaucourt-Regniéville auf.

## Liste der Immobilien
| Bezeichnung                               | Beschreibung                                                                   | Standort                  | Kennzeichnung | Schutzstatus | Datum | Bild           |
| ----------------------------------------- | ------------------------------------------------------------------------------ | ------------------------- | ------------- | ------------ | ----- | -------------- |
| St. Mihiel American Cemetery and Memorial | amerikanischer Soldatenfriedhof, 1934 eingeweiht, Entwurf Thomas Harlan Ellett | westlich des Ortes (Lage) | PA54000089    | Classé       | 2017  | weitere Bilder |

## Liste der Objekte
| Bezeichnung | Beschreibung                                                  | Standort                     | Kennzeichnung | Schutzstatus | Datum | Bild |
| ----------- | ------------------------------------------------------------- | ---------------------------- | ------------- | ------------ | ----- | ---- |
| Kelch (1)   | Silber, vergoldet, zweite Hälfte des 18. Jahrhunderts         | in der Kirche St-Rémy (Lage) | PM54000856    | Classé       | 1983  |      |
| Kelch (2)   | Silber, Kupfer, versilbert, erste Hälfte des 17. Jahrhunderts | in der Kirche St-Rémy (Lage) | PM54000855    | Classé       | 1983  |      |